# Saint-Martin-d'Heuille
Saint-Martin-d'Heuille és un municipi francès, situat al departament del Nièvre i a la regió de Borgonya - Franc Comtat. L'any 2007 tenia 580 habitants.

## Demografia

### Població
El 2007 la població de fet de Saint-Martin-d'Heuille era de 580 persones. Hi havia 232 famílies, de les quals 48 eren unipersonals (24 homes vivint sols i 24 dones vivint soles), 76 parelles sense fills, 84 parelles amb fills i 24 famílies monoparentals amb fills.
La població ha evolucionat segons el següent gràfic:
Habitants censats

### Habitatges
El 2007 hi havia 248 habitatges, 230 eren l'habitatge principal de la família, 6 eren segones residències i 12 estaven desocupats. 232 eren cases i 16 eren apartaments. Dels 230 habitatges principals, 206 estaven ocupats pels seus propietaris, 21 estaven llogats i ocupats pels llogaters i 3 estaven cedits a títol gratuït; 1 tenia dues cambres, 33 en tenien tres, 77 en tenien quatre i 119 en tenien cinc o més. 180 habitatges disposaven pel capbaix d'una plaça de pàrquing. A 86 habitatges hi havia un automòbil i a 140 n'hi havia dos o més.

### Piràmide de població
La piràmide de població per edats i sexe el 2009 era:
| Homes | Edats   | Dones |
| ----- | ------- | ----- |
| 0     | 95 o +  | 0     |
| 0     | 90 a 94 | 0     |
| 0     | 85 a 89 | 0     |
| 0     | 80 a 84 | 4     |
| 8     | 75 a 79 | 16    |
| 4     | 70 a 74 | 8     |
| 16    | 65 a 69 | 0     |
| 12    | 60 a 64 | 12    |
| 16    | 55 a 59 | 4     |
| 16    | 50 a 54 | 24    |
| 12    | 45 a 49 | 28    |
| 32    | 40 a 44 | 16    |
| 32    | 35 a 39 | 32    |
| 24    | 30 a 34 | 28    |
| 20    | 25 a 29 | 12    |
| 8     | 20 a 24 | 12    |
| 28    | 15 a 19 | 20    |
| 4     | 10 a 14 | 12    |
| 24    | 5 a 9   | 16    |
| 24    | 0 a 4   | 24    |

## Economia
El 2007 la població en edat de treballar era de 384 persones, 280 eren actives i 104 eren inactives. De les 280 persones actives 260 estaven ocupades (129 homes i 131 dones) i 20 estaven aturades (8 homes i 12 dones). De les 104 persones inactives 44 estaven jubilades, 45 estaven estudiant i 15 estaven classificades com a «altres inactius».

### Ingressos
El 2009 a Saint-Martin-d'Heuille hi havia 227 unitats fiscals que integraven 596 persones, la mediana anual d'ingressos fiscals per persona era de 19.918 €.

### Activitats econòmiques
Dels 11 establiments que hi havia el 2007, 1 era d'una empresa de fabricació d'altres productes industrials, 4 d'empreses de construcció, 2 d'empreses de comerç i reparació d'automòbils, 2 d'empreses d'hostatgeria i restauració, 1 d'una empresa de serveis i 1 d'una entitat de l'administració pública.
Dels 5 establiments de servei als particulars que hi havia el 2009, 3 eren paletes, 1 lampisteria i 1 restaurant.
L'any 2000 a Saint-Martin-d'Heuille hi havia 10 explotacions agrícoles.

## Equipaments sanitaris i escolars
El 2009 hi havia una escola elemental integrada dins d'un grup escolar amb les comunes properes formant una escola dispersa.

## Poblacions més properes
El següent diagrama mostra les poblacions més properes.